# Regioninvest i Norr
Regioninvest i Norr AB var ett svenskt statligt investmentbolag under Statsföretag AB, som bildades som en följd av att 1975 påbörjade investeringar i det statliga projektet Stålverk 80 i Luleå inte fullföljdes, efter ett regeringsbeslut 1976.
Regioninvest i Norr hade till uppgift att bidra med kapital till industriella tillväxtföretag i Norrbottens län. Verksamheten skulle bestå i minoritetsinvesteringar i utvecklingsbara företag samt tillförande av managementresurser.
Sveriges riksdag beslöt år 1977 om medelstillskott på 25 miljoner kronor till Statsföretag för att finansiera bildandet av ett helägt dotterbolag, knutet till Norrbottens Järnverk. Riksdagen beslöt 1979 om ett medelstillskott på ytterligare 75 miljoner kronor för fortsatt verksamhet under perioden juli 1979–juni 1982, och våren 1982 om ytterligare  55,2 miljoner kronor som förlusttäckningsbidrag. 
Regioninvest i Norr använde under perioden 1977–1981 också 108,6 miljoner kronor i statliga medel i form av bland annat lokaliseringsstöd.
År 1982 omfattade Regioninvest i Norr 29 helägda aktiebolag samt aktieinnehav i sju intressebolag. Antalet anställda inom gruppen var 680. 
En av de största investeringarna var i Kiruna Truck, som utvecklade och tillverkade bland annat eldrivna truckar för mineralindustrin. Detta företag köptes 1998 av GIA Industri AB i Grängesberg, vilket i sin tur köptes av Atlas Copco 2013. I samband med försäljningen till Atlas Copco köptes trucktillverkningen, då förlagd till Grängesberg, ut av Nybergs Mekaniska Verkstad i Kiruna, vilken idag under företagsnamnet Kiruna Utility Vehicles fortsätter tillverkningen av gruvtruckat av märket Kiruna Truck i Kiruna.

## Företag som Regioninvest investerat i, i urval
- Alfatherm AB (100)
- De-Icing Intressenter AB (60) och De-Icing System KB (60)
- Eddytron AB (100)
- Elenorr AB (25)
- Gällivare Mekaniska AB (100)
- H S Truck AB (100)
- Inter Rational AB (100)
- Isohousing Development AB (100)
- Isolamin-Ecomax AB (91)
- Kiruna Truck (100)
- Kryotherm AB (100)
- Källdata-Ekonomisystem AB (25)
- Mek- och Elmontering i Tallvik AB (METAB) (100)

## Chefer
- 1978–1980 Bertil Hammarstedt (född 1939)[3]
- 1984–1984 Bengt Andrén (1980–1984)